# Tycho Mrsich
Tycho Quirinus Mrsich (* 15. September 1925 in München; † 22. August 2022 in München) war ein deutscher Rechtshistoriker.

## Leben
Mrsich wuchs in München auf und legte auf dem Maximiliansgymnasium sein Abitur ab. Danach studierte an der Ludwig-Maximilians-Universität Rechtswissenschaft, Ägyptologie und Semitistik. 1966 promovierte er mit einer rechtsgeschichtlichen Arbeit im Fach Ägyptologie. Ab 1972 war er zunächst Akademischer Rat und zuletzt (ab 1982) Akademischer Direktor am Leopold-Wenger-Institut für Antike Rechtsgeschichte und Papyrusforschung. Dort veranstaltete er von 1972 bis zuletzt 2020 ein Seminar zu Ptolemäischen und älteren ägyptischen Rechtsurkunden in Übersetzung und Umschrift. 1985 wurde ihm eine Festschrift gewidmet.

## Publikationen (Auswahl)

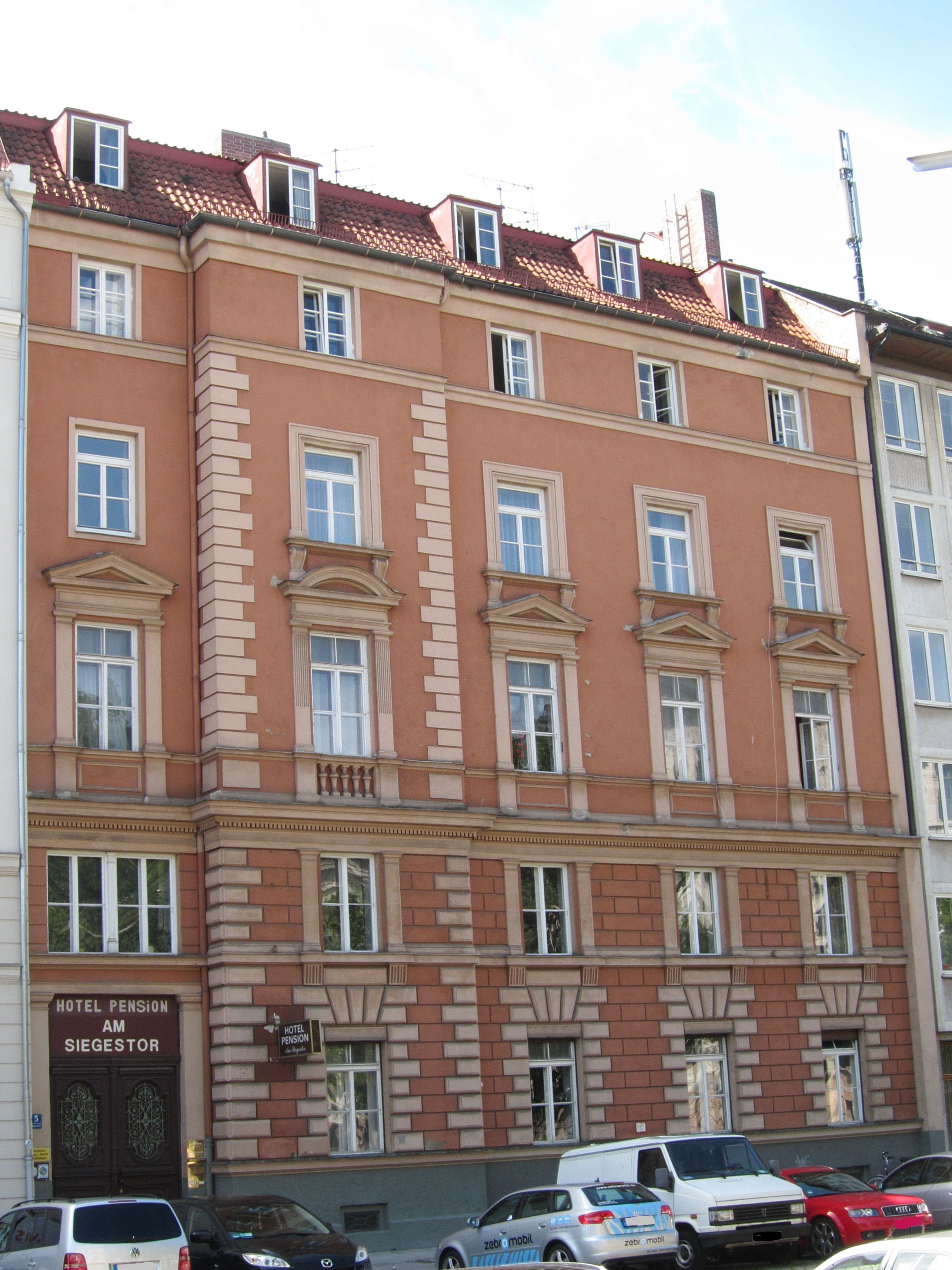
Akademiestraße 5 in München, Geburtshaus von Mrsich

- Untersuchungen zur Hausurkunde des Alten Reiches. Ein Beitrag zum altägyptischen Stiftungsrecht (Münchener ägyptologische Studien 13), Berlin 1968.
- Rechtsgeschichtliches zur Ackerverpachtung auf Tempelland nach demotischem Formular (Österreichische Akademie der Wissenschaften. Veröffentlichungen der Kommission für Antike Rechtsgeschichte 10), Wien 2003.
- Fragen zum altägyptischen Recht der "Isolationsperiode" vor dem Neuen Reich : ein Forschungsbericht aus dem Arbeitskreis "Historiogenese von Rechtsnormen", München 2005.
- Zum rechtssystematischen Anfang in Ägypten. Eine Methodenkunde, München 2018.
- Rechtsgeschäftliches Denken in der Frühkultur Ägyptens, München 2020.
- Ägyptens Titulaturengesellschaft bis zu ihrer demotischen Verfremdung (im Druck).